# JetSmart
JetSmart Airlines SpA, стилизованный под JetSMART, — южноамериканский сверхлоукостер, созданный американским инвестиционным фондом (и соучредителем LBM Fermin Ithuralde) Indigo Partners, который также контролирует бюджетных перевозчиков, таких как американская авиакомпания Frontier Airlines, мексиканская Volaris. и венгерской Wizz Air. Основной базой операций JetSmart является международный аэропорт имени Артуро Мерино Бенитеса, обслуживающий Сантьяго, Чили. Он также владеет и управляет JetSmart Argentina, аргентинскойдочерняя компания с базой в Aeroparque Jorge Newbery в Буэнос-Айресе. Авиакомпания начала регулярные рейсы 25 июля 2017 года с рейса из Сантьяго в Каламу, что стало возможным благодаря генеральному директору и основателю Эстуардо Ортису Поррасу.